# Perizoma vinculata
Perizoma vinculata là một loài bướm đêm trong họ Geometridae.